# Antonio Bresciani

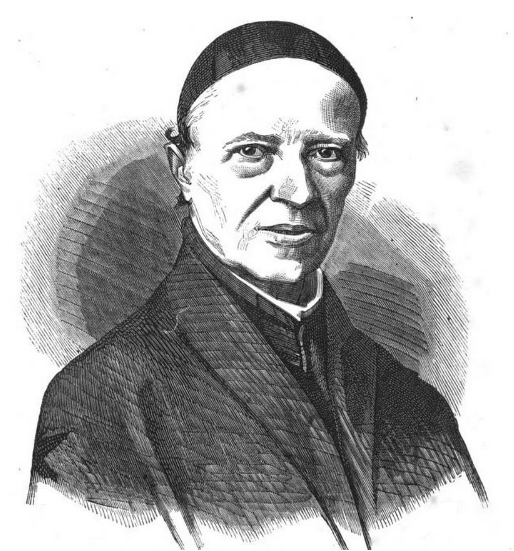
Antonio Bresciani

Antonio Bresciani de Borsa SJ (* 24. Juli 1798 in Ala; † 14. März 1862 in Rom) war ein italienischer römisch-katholischer Geistlicher, Jesuit, Schriftsteller und Essayist. Er war Mitglied des Gründungsteams der Zeitschrift La Civiltà Cattolica.

## Biografie
Bresciani war bereits Priester – geweiht 1821 – als er in die Gesellschaft Jesu aufgenommen wurde. Er begann sein Noviziat in Sant’Andrea al Quirinale (Rom) am 20. November 1824. Von zivilen und religiösen Behörden gezwungen (auf Veranlassung seines Vaters) musste er das Noviziat im November 1826 verlassen, bevor er dort seine Gelübde ablegte. 1828 wurde er wieder bei den Jesuiten aufgenommen.
Mehrfach Superior (Genua) und Rektor (College Turin) im Piemont, setzte er sich ab 1837 für italienische ultramontane katholische Gruppen ein. Nach drei Jahren als jesuitischer Provinzial im Piemont (1843–1846) ging er nach Rom als Rektor des Kollegiums der Propaganda Fide (1846–1850).
Seit Gründung (1850) war er Mitglied des Autorenteams der Zeitschrift La Civiltà Cattolica, wo er für die Literaturabteilung verantwortlich war. Dann widmete er sich ganz dem Schreiben und produzierte Artikel, Essays und Kurzgeschichten sowie Romane, alles zur Verteidigung von Pius IX. und für die Förderung eines vereinten Italiens unter der Autorität des Papstes, wobei er „Verschwörungen“ unter denen entdeckte, die sich der weltlichen Macht des Papstes widersetzten. Sein berühmtester Roman ist Der Jude von Verona (L’ebreo di Verona), der 1850 veröffentlicht wurde.
Antonio Bresciani starb am 14. März 1862 in Rom.
Seine Werke wurden in einer Reihe von 17 Bänden von 1865 bis 1869 (Rom und Turin) veröffentlicht.

## Werke
- Der Jude von Verona. Histor. Roman a. d. Jahren 1846 bis 1849. A. d. Italiän. übers. Schaffhausen: Hurter, 1855, 2 Bde.
- Blicke in die römische Republik, oder: Die freiwillig Verbannten und Lionello. Fortsetzung des „Juden von Verona“. Nach der Civiltà cattolica dt. bearb. Schaffhausen: Hurter, 1856. (Digitalisat)
- Die Gräfin Mathilde von Canossa und Jolantha von Gröningen. Von Pater Bresciani. Sehaflhausen: Hurter, 1860. Neue verbesserte Auflage, Regensburg: Verlags-Anst. (vorm. Manz), 1888.
- Oderic, der päpstliche Zuave. Histor. Roman v. P. Antonio Bresciani, S. J. Verf. des „Juden von Verona“, „Mathilde von Canossa,“ etc. Mit e. Biogr. d. Verf. A. d. Italiän. Münster: Brunn, 1862. (Digitalisat)
- Don Giovanni, oder der geheime Wohlthäter. Von Antonio Bresciani, dem Verf. des „Juden v. Verona“. A. d. Ital. ins Dt. übertr. v. Carl Braun. Regensburg: Manz, 1864. (Digitalisat)
- Das Haus aus Eis, oder der Jäger von Vincennes. Von Anton Bresciani, dem Verf. des „Juden v. Verona“. In das Dt. übertr. v. Carl Braun. Regensburg: Manz, 1864. (Digitalisat). 2. Aufl., 1879.
- Lorenzo, oder der Conscribirte. Ligurische Erzählung v. 1810–1814 v. Antonio Bresciani. A. d. Ital. in das Dt. übertr. v. Carl Braun. Regensburg: Manz, 1864. (Digitalisat). 2., verb. Aufl., 1879.
- Ubaldo und Irene. Geschichtl. Erzählungen a. d. Jahren 1790–1814. Von Antonio Bresciani, dem Verf. des „Juden von Verona“. Nach dem ital. Originale übertr. v. Carl Braun. Regensburg: Manz, 1865. — Bd. l: 641 S. — Bd. 2: 652 S.